# Nové Dvory (district de Příbram)
Pour les articles homonymes, voir Dvory.
Nové Dvory (en allemand : Neuhof) est une commune du district de Příbram, dans la région de Bohême-Centrale, en Tchéquie. Sa population s'élevait à 256 habitants en 2020.

## Géographie
Nové Dvory se trouve à 5 km à l'est-nord-est de Nový Knín, à 29 km au nord-est de Příbram et à 31 km au sud de Prague.
La commune est limitée par Bojanovice et Slapy au nord, par Buš à l'est, par Korkyně au sud, par Nový Knín au sud-ouest et par Velká Lečice à l'ouest.

## Histoire
La première mention écrite de la localité date de 1432.

## Administration
La commune se compose de deux quartiers :
- Nové Dvory
- Krámy

## Transports
Par la route, Nové Dvory se trouve à 6,5 km de Nový Knín, à 16 km de Dobříš, à 36 km de Příbram et à 64 km de Prague.